# Japan Foundation

Logo der Japan Foundation

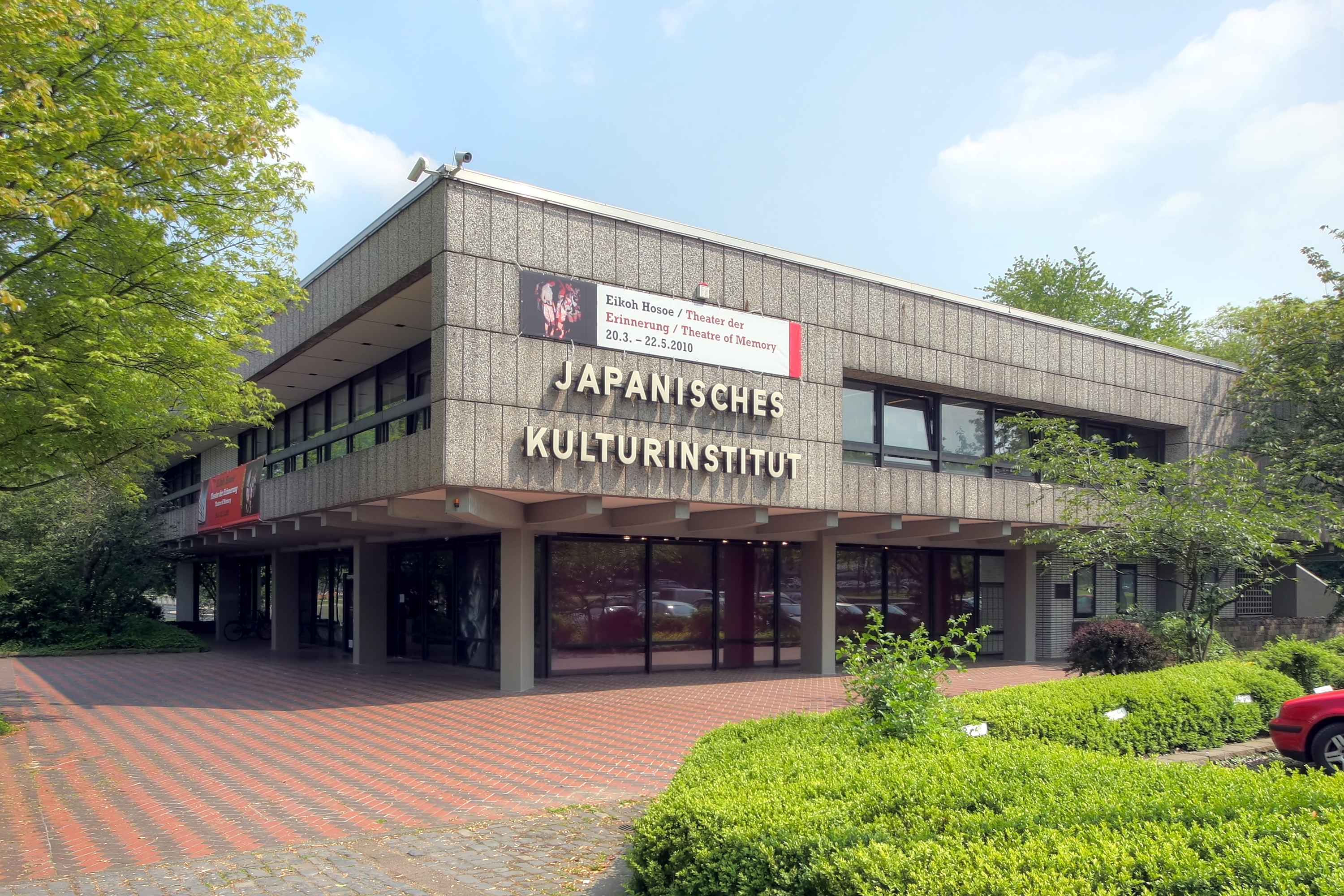
Das Japanische Kulturinstitut in Köln

Die Japan Foundation (japanisch 国際交流基金, Kokusai Kōryū Kikin, dt. „Stiftung für internationalen Austausch“) ist eine japanische Kulturinstitution, deren Aufgabe die Förderung und Verbreitung der japanischen Sprache und Kultur ist. Sie kann als japanisches Pendant zum deutschen Goethe-Institut angesehen werden.

## Übersicht
Die Japan Foundation entstand 1972 als Nachfolgeeinrichtung der 1934 gegründete „Kokusai Bunka Shinkokai“ – (KBS) – (国際文化振興会). Die Stiftung führt Austauschprogramme für Gelehrte, Künstler und Spezialisten durch, unterstützt finanziell Forschung zu Japan und den Sprachunterricht Japanisch im Ausland. Die Japan Foundation nimmt den verbreitetsten Test für Japanischkenntnisse ab, den JLPT.
Die Stiftung nimmt an kulturellen Veranstaltungen teil, produziert und verteilt Material zur japanischen Kultur, führt Übersichten und Forschung zur Abwicklung der internationalen Kulturaustausch-Programme durch.
Die Bibliothek der Japan Foundation (国際交流基金図書館) besitzt eine Sammlung von Büchern und Zeitschrift zu Japan. Sie wurde in den frühen 1930er Jahren von der KBS begonnen und kam 1972 zur Japan Foundation. Um 1990 besaß die Bibliothek 40000 Bände mit dem Schwerpunkt Geistes- und Sozialwissenschaften. Davon waren 22000 auf Englisch oder in anderen europäischen Sprachen verfasst. Dazu kamen noch 3000 Doktorarbeiten mit Studien zu Japan, verfasst von amerikanischen Studenten. Bedeutende Studien zu Japan, verfasst von Lafcadio Hearn, Philipp Franz von Siebold und Engelbert Kaempfer gehören zum Schatz der Bibliothek. Die Bibliothek publizierte 1988 „Law  and Justice in Tokugawa Japan“ in 9 Bänden.
Die Japan Foundation ist mit 26 Niederlassungen in 25 Ländern vertreten. Der Hauptsitz ist Tokio. Daneben gibt es ein Büro in Kyōto.
- Ägypten – Kairo
- Australien – Sydney
- Brasilien – São Paulo
- Volksrepublik China – Peking
- Deutschland – Japanisches Kulturinstitut in Köln
- Frankreich – Paris
- Indien – Neu-Delhi
- Indonesien – Jakarta
- Italien – Rom
- Japan – Tokio (Hauptsitz) und Kyōto
- Kambodscha – Phnom Penh
- Kanada – Toronto
- Südkorea – Seoul
- Laos – Vientiane
- Malaysia – Kuala Lumpur
- Mexiko – Mexiko-Stadt
- Myanmar – Rangun
- Peru – Lima
- Philippinen – Manila
- Russland – Moskau
- Spanien – Madrid
- Thailand – Bangkok
- Ungarn – Budapest
- Vereinigte Staaten – Los Angeles und New York City
- Vereinigtes Königreich – London
- Vietnam – Hanoi